# Politická kampaň

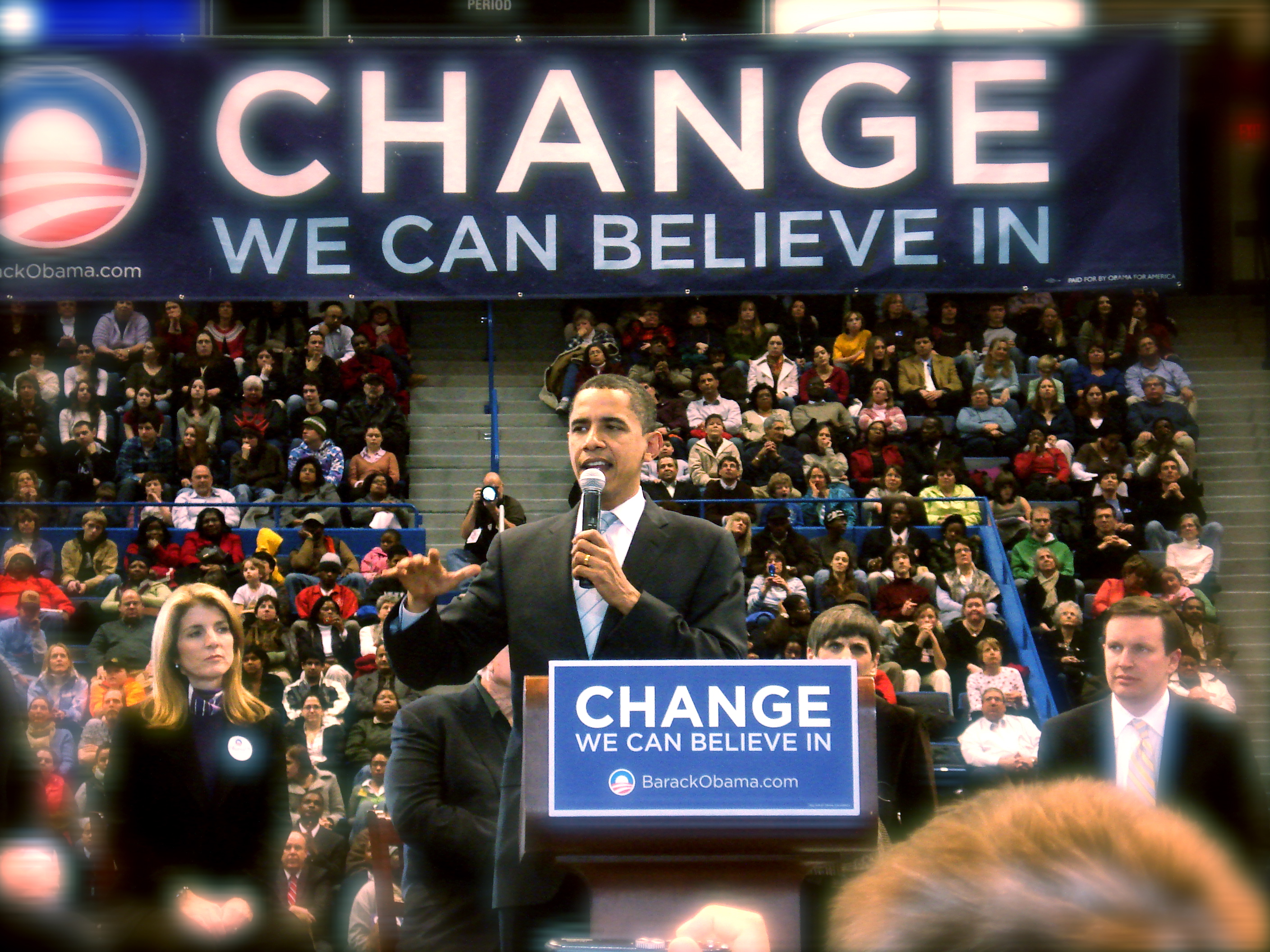
Barack Obama při předvolební kampani v prezidentských volbách USA v roce 2008

Politická kampaň (také volební kampaň nebo volební agitace) je organizované úsilí politických stran, nebo kandidátů na zastupitelská místa či post prezidenta, přesvědčit potenciální voliče, aby podporovali předložený program politické strany ve volbách. Nejde přitom jen o propagaci kandidujícího subjektu, ale kampaní je také negativní informování o jeho volebních konkurentech. Politické kampaně představují v demokratické společnosti důležitou roli při seznamování voličů s politickým programem a při hledání podpory u obyvatelstva.

## V Česku
Volební kampaň v České republice podléhá od vyhlášení daných voleb až do vyhlášení jejích celkových výsledků určité zákonné regulaci. Tři dny před zahájením voleb nesmí být zveřejňovány výsledky volebních průzkumů a v době hlasování je ve volebních místnostech i v jejich okolí volební agitace zcela zakázána. Od roku 2017 navíc platí, že pro financování každé kampaně je nutné zřídit zvláštní transparentní volební účet, přičemž výdaje na kampaň jsou zákonem omezeny stropem, např. při volbách do Poslanecké sněmovny platí limit 90 milionů Kč. Dohled nad financováním volebních kampaní vykonává Úřad pro dohled nad hospodařením politických stran a politických hnutí se sídlem v Brně, u nějž se také musí registrovat každá osoba mimo kandidující subjekty, která se chce volební kampaně též zúčastnit (jako tzv. třetí osoba). Smyslem dohledu je udržet co nejvíce férovou a rovnou soutěž politických subjektů a kandidátů, a přes transparentnost přispět k veřejné kontrole a tím i větší důvěře v politiku a demokratické mechanismy.

## Související článek
- Financování volební kampaně v Česku